# Храстник
Храстник (словен. Hrastnik) је град и управно средиште истоимене општине Храстник, која припада Засавској регији у Републици Словенији.
По попису становништва из 2011. године, насеље Храстник имало је 5.621 становника.
Овде постоји КК Храстник.